# Karpóvskaia (Leningrad)
|  | Per a altres significats, vegeu «Karpóvskaia». |

Karpóvskaia (en rus: Карповская) és un poble de l'óblast de Leningrad, a Rússia, pertany al districte rural de Boksitogorski. El 2017 tenia vuit habitants.